# Pheidole miseranda
Pheidole miseranda är en myrart som beskrevs av Wheeler 1924. Pheidole miseranda ingår i släktet Pheidole och familjen myror. Inga underarter finns listade i Catalogue of Life.